# Mianowice (województwo wielkopolskie)
Mianowice – osada w Polsce położona w województwie wielkopolskim, w powiecie kępińskim, w gminie Kępno.
W latach 1975–1998 miejscowość należała administracyjnie do województwa kaliskiego.
Przez miejscowość przebiega droga wojewódzka nr 482.
Na terenie wsi znajduje się Sala Królestwa miejscowego zboru Świadków Jehowy